# 레위기 18장
레위기 18장 (Leviticus 18)은 기독교인들이 말하는 구약성경에서 레위기 18장의 내용을 말한다. 그것은 하나님께서 모세에게 시나이산에서 주신 교훈들이다. 그 장은 불결한 그리고 가증스러운 성적 행위들에 대한 내용을 다루고 있다. 

## 본문
레위기 18장의 원문은 대부분의 히브리어 성경과 마찬가지로 히브리어로 기록되어 있다. 현존하는 가장 오래된 히브리어 본문은 사해 두루마리, 사마리아 오경, 마소라 본문에서 찾을 수 있다. 기원전 3세기의 고대 그리스어 번역본인 칠십인역도 존재한다. 13세기 CE에 장 구분이 추가된 이후로 이 장은 30절로 구분된다.
이 장은 하나님께서 모세에게 말씀하시고(1절) 그에게 이스라엘 백성을 위한 메시지를 주시며(2), 그들에게 가나안이나 애굽의 관습보다 하나님의 율법을 지키라고 경고하시는 것으로 시작된다(3~5). 그런 다음 하나님은 가족 관계로 인해 성관계가 금지된 사람들을 나열하신 것으로 인용된다(6-19). 20절에서는 하나님께서 이웃의 아내와 성관계를 금하시며, 21절에서는 자녀를 불 가운데서 몰록에게 넘기는 것을 금하신다. 22절은 아래에서 논의되는 "남자와 거짓말"에 대한 유명한 구절이며, 23절에서 하나님은 수간을 금하시고 일부 번역에 따르면 소아성애를 금하신다. 마지막 구절(24–30)에서 하나님은 이러한 법을 어기면 더럽혀질 것이며 가나안 사람들이 이러한 관행을 따르는 결과로 가나안 땅에서 쫓겨날 것이라고 경고하고 다음과 같은 경우 이스라엘 사람들에게 비슷한 운명이 닥칠 것이라고 경고한다. 그들은 이러한 관행에 빠진다.

## 참고 문헌
- Alter, Robert, The five books of Moses: a translation with commentary, 2004 Boyarin, Daniel, "Are there any Jews in ‘The History of Sexuality’?", Journal of the History of Sexuality, Vol 5 no 3 (1995) Brooten, Bernadette, Love Between Women: Early Christian Responses to Female Homoeroticism, 1996 Cohen, Martin, "The Biblical Prohibition of Homosexual Intercourse," Journal of Homosexuality, Vol 19(4) (1990) Daube, David, "The Old Testament Prohibitions of Homosexuality." Zeitschrift der Savigny-Stiftung fur Rechtsgeschichte Romantische Abteilung 103 (1986) Gagnon, Robert, The Bible and Homosexual Practice: Texts and Hermeneutics, 2001 Greenberg, David, The Construction of Homosexuality,1988 Kahn, Yoel, "Judaism and Homosexuality: The Traditionalist/ Progressive Debate," Homosexuality and Religion, ed Richard Hasbany 1984 Milgrom, Jacob, Leviticus 17–22, 2000 Olyan, Saul, "And with a Male You Shall Not Lie the Lying Down of a Woman": On the Meaning and Significance of Leviticus 18:22 and 20:13", Journal of the History of Sexuality, Vol 5, no 2, (1994) Thurston, Thomas, "Leviticus 18:22 and the Prohibition of Homosexual Acts," in Homophobia and the Judeo-Christian Tradition, ed. by Michael L. Stemmeler & J. Michael Clark, 1990 Walsh, Jerome, "Leviticus 18:22 and 20:13: Who Is Doing What To Whom?" Journal of Biblical Literature, Vol 120, No 2, (2001) Also available here. Wenham, Gordon, The Book of Leviticus, 1979 Wold, Donald, Out of Order: Homosexuality in the Bible and the Ancient Near East, 1998 Hebrew phrasing for Lev 18. The Great Books, for NRSV text. Blue Letter Bible's Bible Lookup Tools were used to derive passage citations. Robert Jamieson's Commentary on Lev 18. (19th Century) (conservative). Pharsea's treatment of Leviticus 18:22. (balanced) ReligiousTolerance.org's treatment of Leviticus 18:22. (liberal)